# 菜園漁港
菜園漁港，位於台灣澎湖縣馬公市菜園里，主管單位為澎湖縣政府，屬第二類漁港，興建於民國71年（1982年）。:167

## 簡介
澎湖縣馬公市菜園里位於馬公內灣，濱海處為淺坪地形，潮間帶生態豐富。民國71年（1982年），澎湖縣政府利用「離島計畫經費」，以新台幣361萬元築建沿海北側堤防與318公尺的路堤，此為闢港之始。:167
民國72年至73年（1983年－1984年）又申請新台幣395萬元，拓建東、西、南側的堤防兼碼頭總計約277.5公尺。民國74年（1985年），增建港口西側的消波堤35公尺、砌石堤209公尺，並進行泊地挖方等工程，此次工程經費335萬元整。民國77年至84年間（1988年－1995年），澎湖縣政府斥資420萬，進行整修道路、拋放消波塊、加封堤面、修護堤岸、曳船道和填建海埔新生地0.7公頃等工程，未再擴張漁港規模。民國89年（2000年）後，澎湖縣政府陸續進行港區堤面、階梯和岸壁等粉刷工程。:167
根據2005年出版的《續修澎湖縣志．財政志》資料，自民國71年（1982年）闢建菜園漁港以來，截至民國91年（2002年）為止，使用於菜園漁港的工程經費總計為新台幣1201萬元。:175-176
菜園漁港現行台灣的漁港法屬於「第二類漁港」，而在民國95年（2006年）1月27日之前的漁港法舊制中，屬於供地方性使用的「第三類漁港」。此外，菜園漁港以經營養殖漁業為主，其牡蠣、近海箱網養殖（海鱺）的總面積達60公頃，已另闢「菜園休閒漁業區」等觀光目的之用途。

## 圖輯

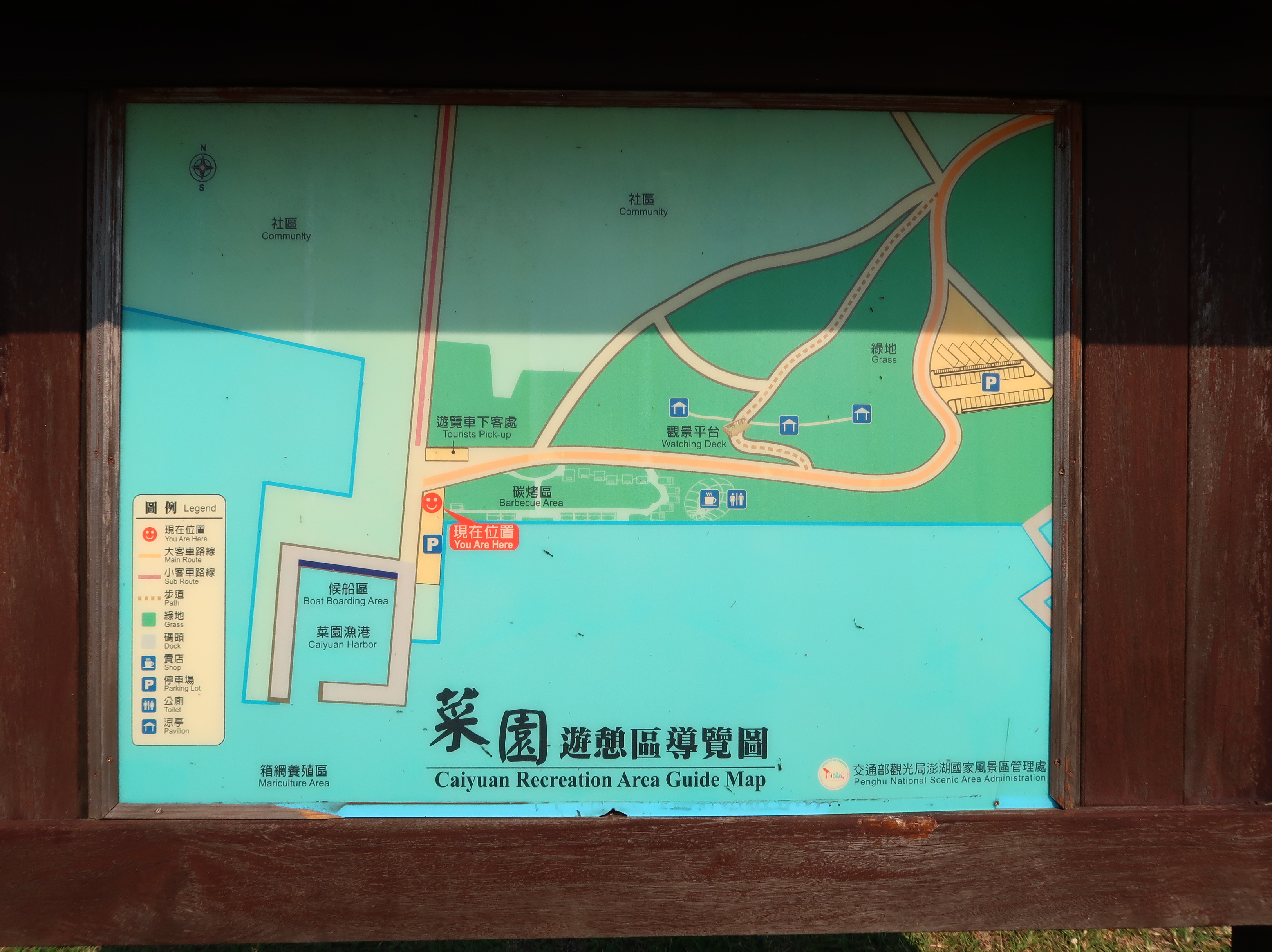
導覽圖
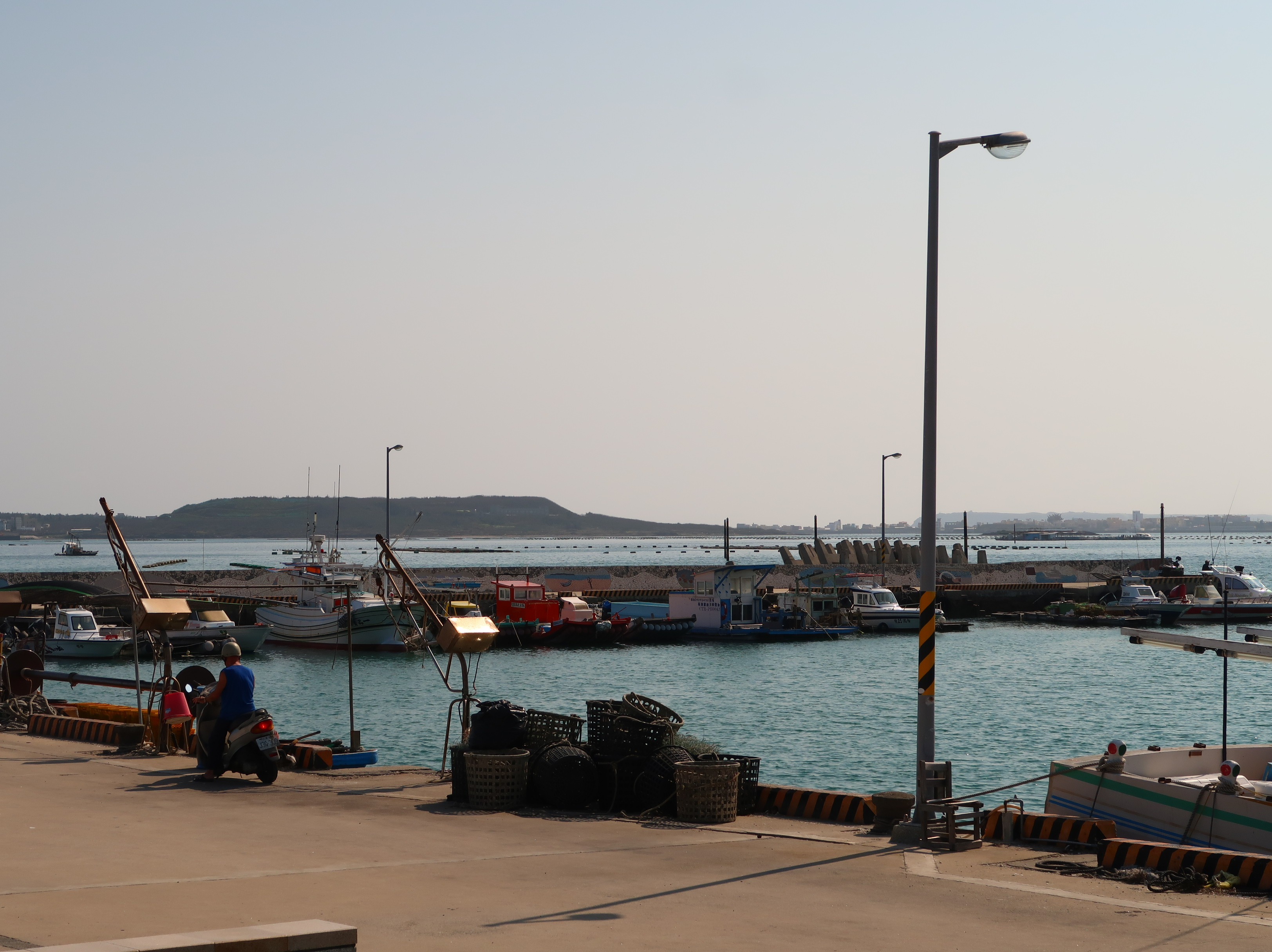
南側堤防
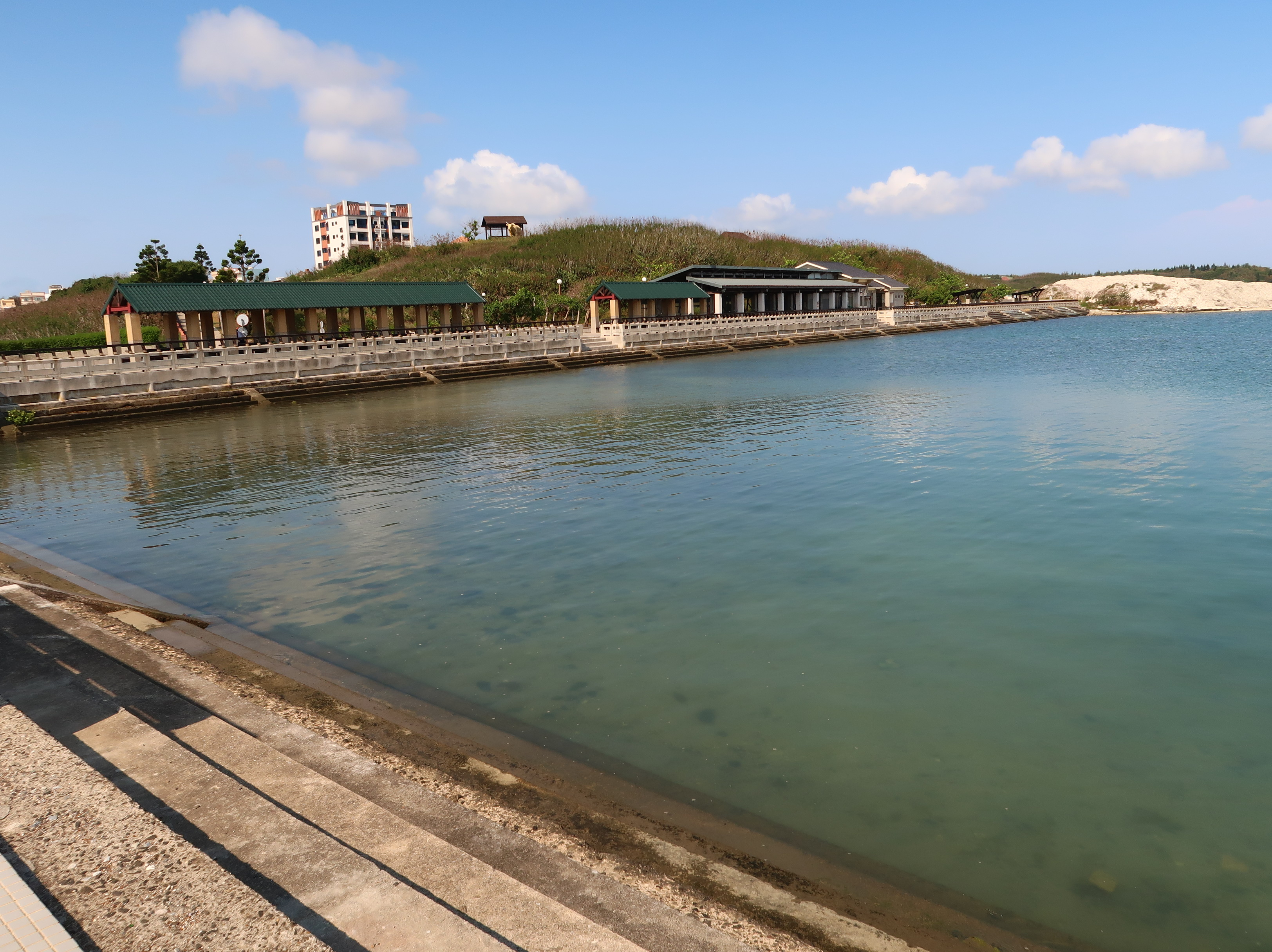
東側沿岸堤
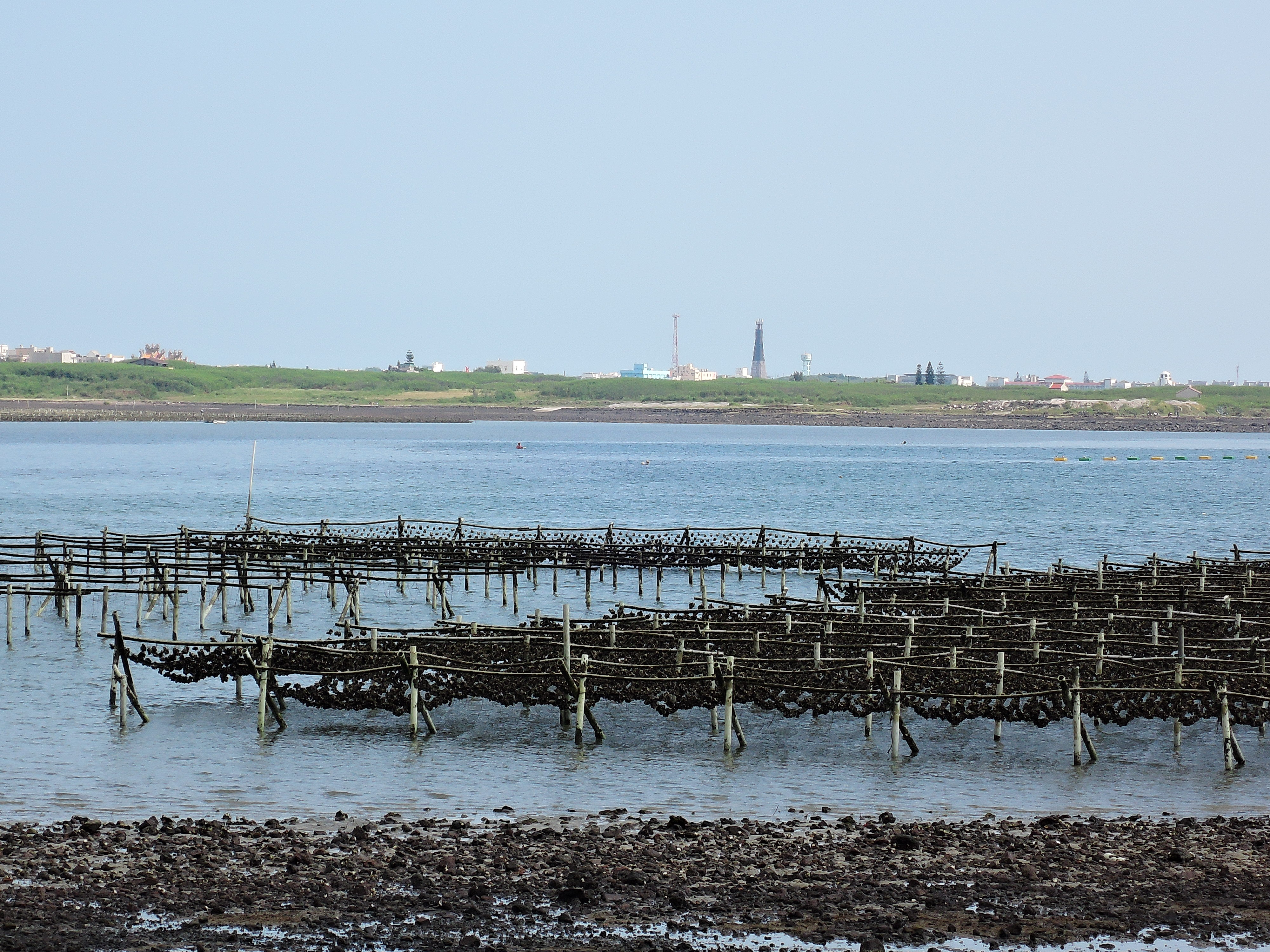
牡蠣養殖場
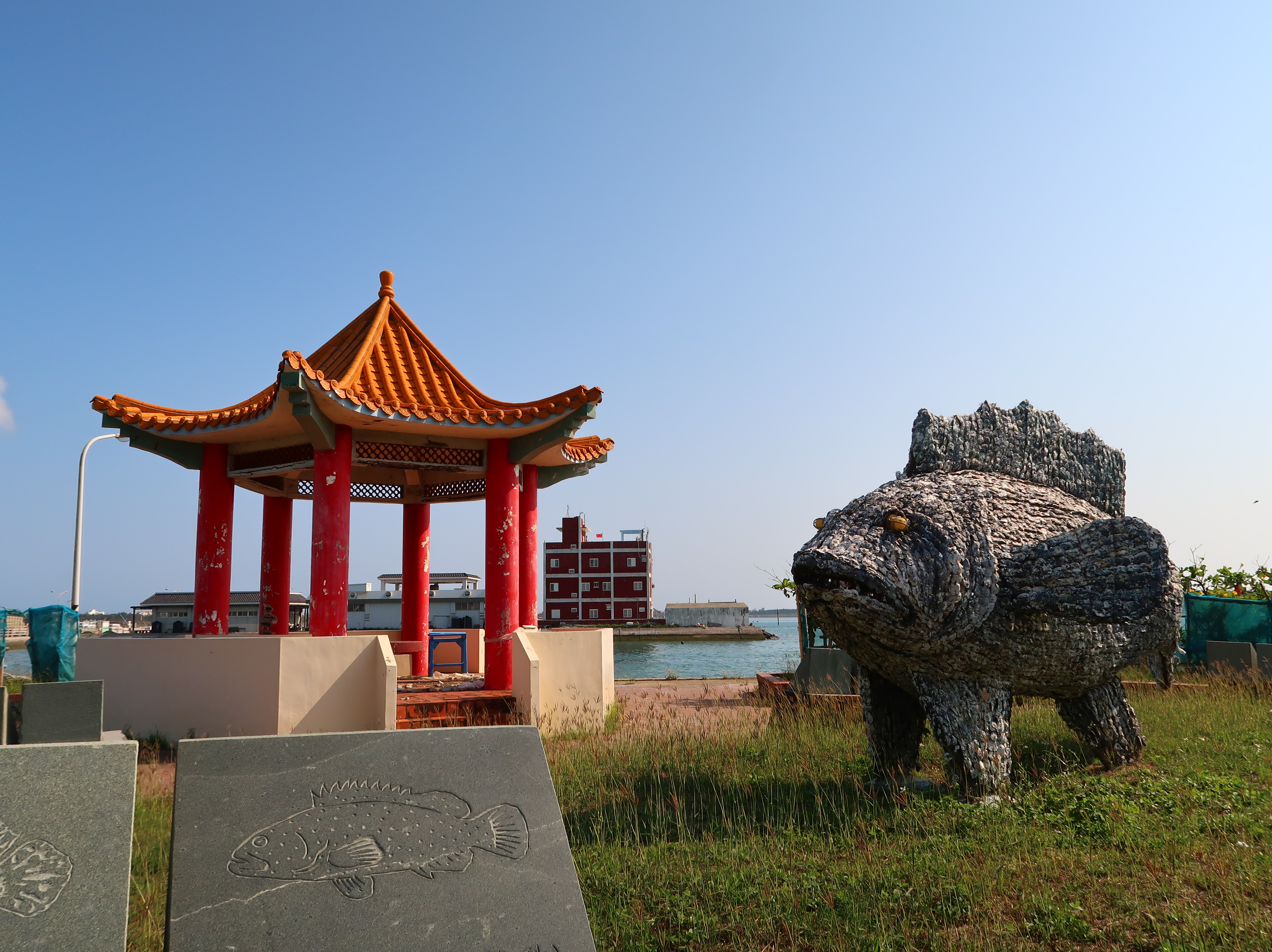
涼亭暨造景
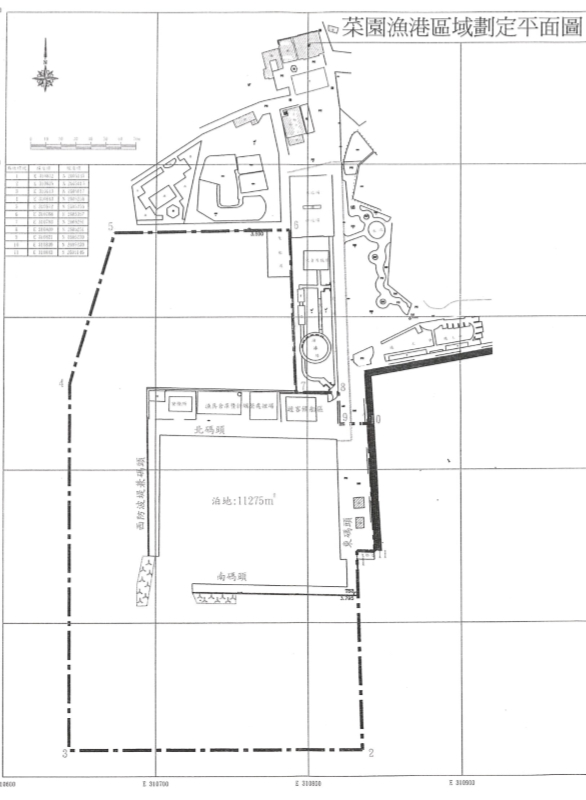
區域劃定平面圖（2019年公告）

## 外部連結
- 澎湖縣政府工務處港灣科－菜園漁港 （页面存档备份，存于）
- 菜園漁港安檢所

23°32′58″N 119°35′45″E / 23.54944°N 119.595744°E